# ブダ (インド神話)

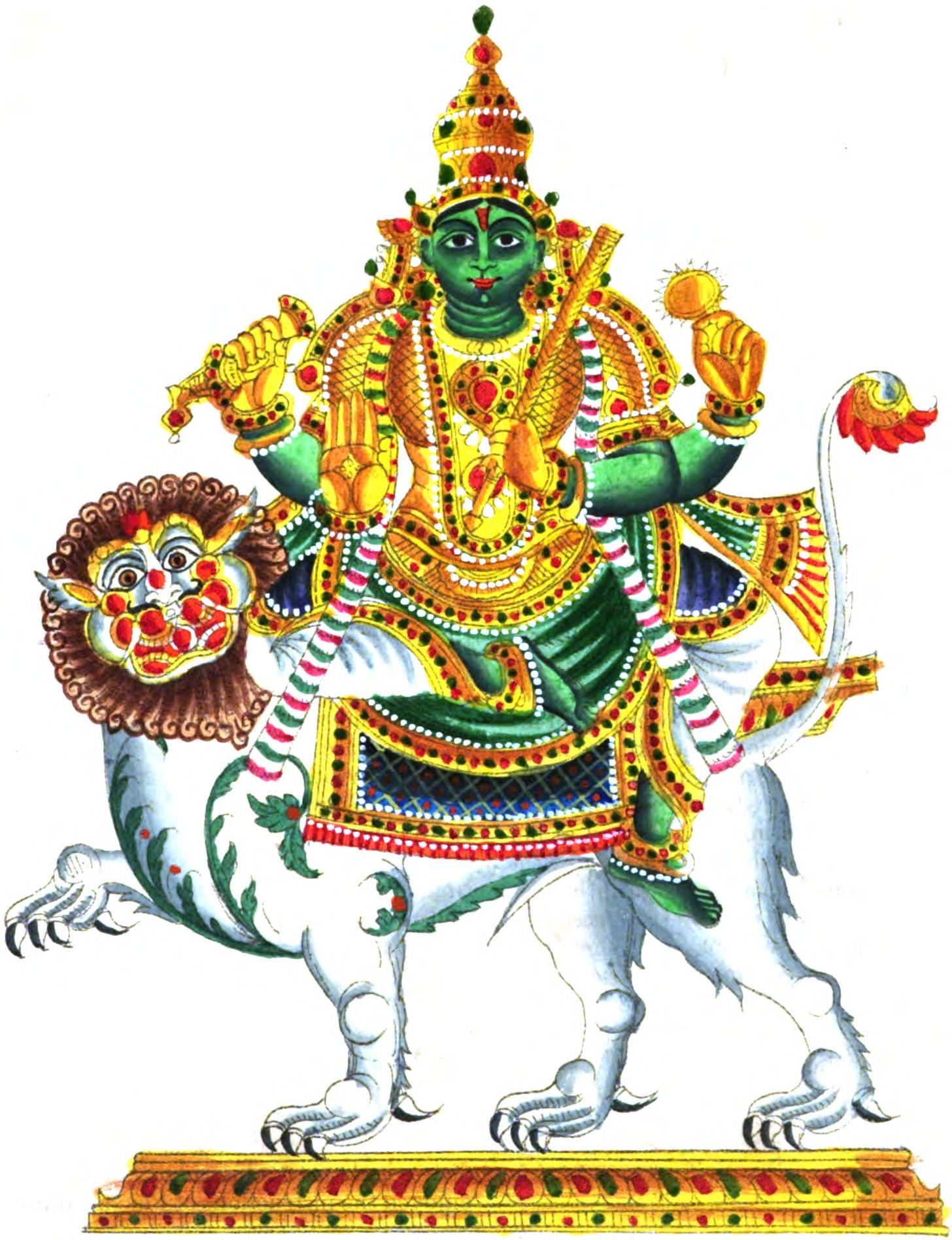
ブダ

ブダ（サンスクリット: बुध Budha）は、インド神話の水星の神またはリシ。

## 概要
「ブダ」とは「賢い」という意味であり、この名前をもつ神または人物は何人か知られる。『リグ・ヴェーダ』の詩人にブダという人物はふたりあり、ひとりはブダ・アートレーヤ（アトリの子孫のブダ）で、リグ・ヴェーダ5.1のアグニ賛歌の作者とされる。もうひとりはブダ・サウミヤ（ソーマの子孫のブダ）で、リグ・ヴェーダ10.101のソーマの儀式を行う神官の賛歌の作者とされる。
水星は月の子（saumya < soma、śaśija < śaśin）と称せられる。同様に火星（マンガラ）は地球の子（bhauma < bhūmi）、土星（シャニ）は太陽の子（ārki < arka）と呼ばれるが、その理由は明らかでない。
プラーナ文献では、月神ソーマがブリハスパティ（木星神）の妻のターラー（星の神格化）を誘拐してブダを生ませた。ブダはイラー（イダーとも）を妻としてプルーラヴァスを生み、その子孫が月種であるとする。